# Добрий Дял
До́брий Дял (болг. Добри дял) — село у Великотирновській області Болгарії. Входить до складу общини Лясковець.

## Населення
За даними перепису населення 2011 року у селі проживали 960 осіб.
Національний склад населення села:
| Національність   | Кількість осіб | Відсоток |
| ---------------- | -------------- | -------- |
| болгари          | 650            | 68,6%    |
| турки            | 144            | 15,2%    |
| цигани           | 143            | 15,1%    |
| інша             | 0              | 0%       |
| не визначились   | 11             | 1,2%     |
| Всього відповіли | 948            |          |

Розподіл населення за віком у 2011 році:
Динаміка населення: